# Discografia dei Blondie
Questa pagina contiene la discografia dei Blondie, gruppo musicale pop punk statunitense.

## Album in studio
| Anno | Disco | Classifiche | Classifiche | Classifiche | Classifiche | Classifiche | Classifiche | Premi                       |
| Anno | Disco | US          | UK          | AUS         | SWE         | GER         | AUT         | Premi                       |
| ---- | --- | ----------- | ----------- | ----------- | ----------- | ----------- | ----------- | --------------------------- |
| 1976 | Blondie - Pubblicazione: Dicembre 1976 - Etichetta: Chrysalis Records                                       | —           | 75          | 14          | —           | —           | —           | - UK: Oro                   |
| 1977 | Plastic Letters - Pubblicazione: Ottobre 1977 - Etichetta: Chrysalis Records                                | 72          | 10          | 64          | 33          | 9           | —           | - UK: Platino               |
| 1978 | Parallel Lines - Pubblicazione: Settembre 1978 - Etichetta: Chrysalis Records                               | 6           | 1           | 2           | 9           | —           | 24          | - US: Platino - UK: Platino |
| 1979 | Eat to the Beat - Pubblicazione: Ottobre 1979 - Etichetta: Chrysalis Records                                | 17          | 1           | 9           | 2           | 23          | 19          | - US: Platino - UK: Platino |
| 1980 | Autoamerican - Pubblicazione: Novembre 1980 - Etichetta: Chrysalis Records                                  | 7           | 3           | 8           | 11          | 42          | 18          | - US: Platino - UK: Platino |
| 1982 | The Hunter - Pubblicazione: Giugno 1982 - Etichetta: Chrysalis Records                                      | 33          | 9           | 15          | 18          | 49          | —           |                             |
| 1999 | No Exit - Pubblicazione: Febbraio 1999 - Etichetta: Beyond Records                                          | 18          | 3           | 72          | 36          | 18          | 20          | - UK: Oro                   |
| 2003 | The Curse of Blondie - Pubblicazione: Ottobre 2003 - Etichetta: Sanctuary Records                           | 160         | 36          | 83          | —           | 84          | —           |                             |
| 2011 | Panic of Girls - Pubblicazione: Luglio 2011 - Etichetta: Eleven Seven                                       | —           | 73          | —           | —           | —           | —           |                             |
| 2014 | Ghosts of Download - Pubblicazione: Maggio 2014 - Etichetta: Noble ID, Eleven Seven Music, Caroline Records | —           | —           | —           | —           | —           | —           |                             |
| 2017 | Pollinator - Pubblicazione: Maggio 2017 - Etichetta: BMG                                                    | —           | —           | —           | —           | —           | —           |                             |

## Raccolte
| Anno | Disco | Posizione in classifica | Posizione in classifica | Posizione in classifica | Posizione in classifica | Premi                                           |
| Anno | Disco | US                      | UK                      | AUS                     | NED                     | Premi                                           |
| ---- | --- | ----------------------- | ----------------------- | ----------------------- | ----------------------- | ----------------------------------------------- |
| 1981 | The Best of Blondie - Pubblicazione: Ottobre 1981 - Etichetta: Chrysalis Records                             | 30                      | 4                       | —                       | —                       | - US: 2× Multi-Platinum - UK: 2× Multi-Platinum |
| 1988 | Once More into the Bleach - Pubblicazione: 1988 - Etichetta: Chrysalis Records                               | —                       | 50                      | 47                      | —                       |                                                 |
| 1991 | The Complete Picture - Pubblicazione: Marzo 1991 - Etichetta: Chrysalis Records                              | —                       | 3                       | 6                       | —                       | - UK: Oro                                       |
| 1993 | Blonde and Beyond - Pubblicazione: 1993 - Etichetta: EMI/Chrysalis Records                                   | —                       | —                       | —                       | —                       |                                                 |
| 1994 | The Platinum Collection - Pubblicazione: 1994 - Etichetta: EMI/Chrysalis Records                             | —                       | —                       | —                       | —                       |                                                 |
| 1995 | Beautiful - The Remix Album - Pubblicazione: 1995 - Etichetta: Chrysalis Records                             | —                       | 25                      | —                       | —                       |                                                 |
| 1995 | Remixed Remade Remodeled - The Remix Project - Pubblicazione: Luglio 1995 - Etichetta: EMI/Chrysalis Records | —                       | —                       | —                       | —                       |                                                 |
| 1996 | Denis - Pubblicazione: 1996 - Etichetta: Disky Communications                                                | —                       | —                       | —                       | —                       |                                                 |
| 1997 | Blondie - The Essential Collection - Pubblicazione: 1997 - Etichetta: EMI Gold                               | —                       | —                       | —                       | —                       |                                                 |
| 1998 | Atomic - The Very Best of Blondie - Pubblicazione: 1998 - Etichetta: EMI/Chrysalis Records                   | —                       | 12                      | —                       | 48                      | - UK: Platino                                   |
| 2002 | Greatest Hits - Pubblicazione: Ottobre 2002 - Etichetta: EMI/Capitol Records                                 | —                       | 38                      | —                       | —                       | - UK: Silver                                    |
| 2005 | Greatest Hits: Sight + Sound - Pubblicazione: Novembre 2005 - Etichetta: EMI/Capitol Records                 | —                       | 48                      | —                       | —                       | - UK: Oro                                       |
| 2006 | Greatest Hits: Sound & Vision - Pubblicazione: Marzo 2006 - Etichetta: Capitol Records                       | —                       | —                       | —                       | —                       |                                                 |

## Album dal vivo
| Anno | Disco                                                                          |
| ---- | ------------------------------------------------------------------------------ |
| 1998 | Picture This Live - Pubblicazione: 1998 - Etichetta: EMI/Capitol Records       |
| 2000 | Live - Pubblicazione: Aprile 2000 - Etichetta: Beyond Records                  |
| 2004 | Live by Request - Pubblicazione: Settembre 2004 - Etichetta: Sanctuary Records |

## Singoli
| Anno | Singolo                                     | Posizione in classifica | Posizione in classifica | Posizione in classifica | Posizione in classifica | Posizione in classifica | Posizione in classifica | Posizione in classifica | RIAA         | Album                          |
| Anno | Singolo                                     | USA                     | USA Dance               | AUS                     | CAN                     | GER                     | ITA                     | UK                      | RIAA         | Album                          |
| ---- | ------------------------------------------- | ----------------------- | ----------------------- | ----------------------- | ----------------------- | ----------------------- | ----------------------- | ----------------------- | ------------ | ------------------------------ |
| 1976 | X Offender                                  | —                       | —                       | —                       | —                       | —                       | —                       | —                       | —            | Blondie                        |
| 1976 | In the Flesh                                | —                       | —                       | 2                       | —                       | —                       | —                       | —                       | —            | Blondie                        |
| 1976 | Rip Her to Shreds                           | —                       | —                       | 81                      | —                       | —                       | —                       | —                       | —            | Blondie                        |
| 1977 | Denis                                       | —                       | —                       | 12                      | —                       | 9                       | —                       | 2                       | —            | Plastic Letters                |
| 1977 | (I'm Always Touched by Your) Presence, Dear | —                       | —                       | —                       | —                       | —                       | —                       | 10                      | —            | Plastic Letters                |
| 1978 | Picture This                                | —                       | —                       | 88                      | —                       | —                       | —                       | 12                      | —            | Parallel Lines                 |
| 1978 | I'm Gonna Love You Too/Just Go Away         | —                       | —                       | —                       | —                       | —                       | —                       | —                       | —            | Parallel Lines                 |
| 1978 | I'm Gonna Love You Too/Fan Mail             | —                       | —                       | —                       | —                       | —                       | —                       | —                       | —            | Parallel Lines                 |
| 1978 | Hanging on the Telephone                    | —                       | —                       | 39                      | —                       | —                       | —                       | 5                       | —            | Parallel Lines                 |
| 1979 | Heart of Glass                              | 1                       | 58                      | 1                       | 1                       | 1                       | 3                       | 1                       | Gold         | Parallel Lines                 |
| 1979 | Sunday Girl                                 | —                       | —                       | 1                       | —                       | 6                       | —                       | 1                       | —            | Parallel Lines                 |
| 1979 | One Way or Another                          | 24                      | —                       | —                       | 15                      | —                       | —                       | —                       | —            | Parallel Lines                 |
| 1979 | Dreaming                                    | 27                      | —                       | 53                      | 4                       | 26                      | —                       | 2                       | —            | Eat to the Beat                |
| 1979 | Union City Blue                             | —                       | —                       | —                       | —                       | 54                      | —                       | 13                      | —            | Eat to the Beat                |
| 1980 | The Hardest Part                            | 84                      | —                       | —                       | 86                      | —                       | —                       | —                       | —            | Eat to the Beat                |
| 1980 | Call Me                                     | 1                       | —                       | 2                       | 1                       | 14                      | 26                      | 1                       | Gold         | American Gigolo (soundtrack)   |
| 1980 | Atomic                                      | 39                      | 1                       | 12                      | 57                      | 20                      | —                       | 1                       | —            | Eat to the Beat                |
| 1980 | The Tide Is High                            | 1                       | 1                       | 4                       | 1                       | 15                      | 39                      | 1                       | Gold         | Autoamerican                   |
| 1981 | Rapture                                     | 1                       | 1                       | 5                       | 3                       | 40                      | 4                       | 5                       | Gold         | Autoamerican                   |
| 1982 | Island of Lost Souls[A]                     | 37                      | —                       | 13                      | —                       | 66                      | —                       | 11                      | —            | The Hunter                     |
| 1982 | War Child                                   | —                       | —                       | 96                      | —                       | —                       | —                       | 39                      | —            | The Hunter                     |
| 1988 | Denis (remix)                               | —                       | —                       | —                       | —                       | —                       | —                       | 50                      | —            | Once More Into the Bleach      |
| 1989 | Call Me (remix)                             | —                       | —                       | —                       | —                       | —                       | —                       | 61                      | —            | Once More Into the Bleach      |
| 1994 | Atomic (remix)                              | —                       | 1                       | —                       | —                       | —                       | —                       | 19                      | —            | Beautiful - The Remix Album    |
| 1995 | Heart of Glass (remix)                      | —                       | 7                       | —                       | —                       | —                       | —                       | 15                      | —            | Beautiful - The Remix Album    |
| 1995 | Rapture (remix)                             | —                       | 8                       | —                       | —                       | —                       | —                       | —                       | —            | Beautiful - The Remix Album    |
| 1995 | Union City Blue (remix)                     | —                       | 30                      | —                       | —                       | —                       | —                       | 31                      | —            | Beautiful - The Remix Album    |
| 1999 | Maria                                       | 82                      | 9                       | 59                      | 46                      | 3                       | 6                       | 1                       | —            | No Exit                        |
| 1999 | Nothing Is Real but the Girl                | —                       | —                       | —                       | —                       | 89                      | —                       | 26                      | —            | No Exit                        |
| 1999 | No Exit                                     | —                       | —                       | —                       | —                       | —                       | —                       | —                       | —            | No Exit                        |
| 2003 | Good Boys                                   | 124                     | 7                       | 37                      | —                       | 93                      | —                       | 12                      | —            | The Curse of Blondie           |
| 2006 | Rapture Riders                              | —                       | 10                      | 32                      | —                       | —                       | —                       | —                       | —            | Greatest Hits: Sounds & Vision |
| 2011 | Mother                                      | —                       | —                       | —                       | —                       | —                       | —                       | —                       | What I Heard | Panic of Girls                 |